# West Palm Beach
West Palm Beach város az Amerikai Egyesült Államok Florida államában, Palm Beach megyében, melynek megyeszékhelye is. Lakosainak száma 117 415 fő (2020. április 1.).

## Népesség
A település népességének változása:

| 2010 | 99 919  |
| 2020 | 117 415 |